# Требич-Линкольн, Игнац
Игнац Требич-Линкольн (венг. Trebitsch Ignác, англ. Ignacz Trebitsch-Lincoln; 1879, Пакш — 1943, Шанхай) — британский политик и разведчик еврейского происхождения; один из самых знаменитых авантюристов XX столетия.
Родился в венгерском городе Пакш в семье ортодоксальных евреев. Во время обучения в Будапештской академии актёрского мастерства несколько раз попадался на мелких кражах. В 18 лет уехал в Лондон, где на Рождество 1899 года принял лютеранское исповедание. После окончания семинарии в Бреклуме (Германия) отплыл для миссионерской деятельности в Канаду, где в его задачу входило обращение монреальских евреев в пресвитерианство.
Рассорившись с канадскими пресвитерианами по поводу размера жалования, Требич в 1903 году объявился в Лондоне, где свёл знакомство с архиепископом Кентерберийским. Он сумел втереться к нему в доверие и получил назначение каноником в графство Кент. Здесь его покровителем стал кондитерский магнат Сибом Раунтри, убедивший его оставить Англиканскую церковь ради политической карьеры.
В качестве личного секретаря и доверенного лица Раунтри (одного из спонсоров Либеральной партии) Требич принял участие в выборах в Парламент Великобритании, которые и выиграл в 1909 году. Однако блестящая политическая будущность не прельстила 30-летнего авантюриста, для которого первым вопросом на повестке дня оставалось личное обогащение. Вместо участия в заседаниях Палаты общин он отбыл в Бухарест, где рассчитывал сорвать куш ловкими вложениями в нефтяную промышленность Румынии.
С началом Первой мировой войны несостоявшийся нефтяной барон объявил о банкротстве и вернулся в Лондон, где предложил свои услуги британской разведке. Получив отказ, он пересёк Ла-Манш и в Нидерландах был завербован в немецкие шпионы. В 1915 году он пытался наладить сотрудничество с Францем фон Папеном, немецким военным атташе в США, однако последний не захотел иметь ничего общего с проходимцем. Оказавшись без гроша в кармане, Требич опубликовал в одной из нью-йоркских газет скандальный материал под заголовком «Откровения завербованного в шпионы члена Британского парламента».
Британское правительство наняло детективов агентства Пинкертона для того, чтобы замять скандал, и потребовало у США экстрадиции Требича по обвинению в мошенничестве. После различных правовых проволочек он был наконец выдан британцам и провёл следующие три года в тюрьме Паркхерст на острове Уайт. Выйдя на свободу, Требич решил больше не иметь дело с англичанами и перебрался в Веймарскую республику, где принял самое деятельное участие в подготовке и осуществлении Капповского путча, получив за это назначение в качестве цензора.
После подавления путча Требич бежал сначала в Мюнхен, а затем в Вену, где козырял своим знакомством с такими ультраправыми политиками, как Эрих Людендорф и Адольф Гитлер. В конце концов ему удалось заполучить место в «Белом интернационале» — международной политической организации реакционно-монархического окраса. Как только в его распоряжении оказался тайный архив реакционеров, Требич не замедлил продать его секретным службам сразу нескольких стран. Обвинённый в измене, мошенник был депортирован из Австрии и отправился искать удачи на Восток.
В середине 1920-х след Требича обнаруживается в Китае, где он попеременно состоял на службе у различных политических группировок, пока наконец не объявил об астральном прозрении и не постригся в буддистские монахи. В 1931 году он обустроил собственный монастырь в Шанхае и провёл в этом городе последние десятилетия своей жизни, вымогая имущество у послушников и соблазняя юных шанхаек. Во время вторжения японцев в Китай (1937 г.) они нашли верного союзника в лице буддистского старца Чжао Куна (кит. упр. 照空, пиньинь Zhào Kōng) (как теперь именовал себя Требич). Он просил передать Гиммлеру и Гессу о своей готовности поднять миллионы буддистов на борьбу с англичанами и даже планировал предпринять для этого поездку в Тибет, но умер прежде начала этой миссии.

## Источник
- Wasserstein, Bernard (1988). The Secret Lives of Trebitsch Lincoln. Yale University Press. ISBN 0-300-04076-8.